# قسم ماهرو الريفي (مقاطعة أليغودرز)
قسم ماهرو الریفي (بالفارسية: دهستان ماهرو) هي قسم تقع في إيران في لرستان. يقدر عدد سكانها بـ 2,023 نسمة .